# 跟趾動作

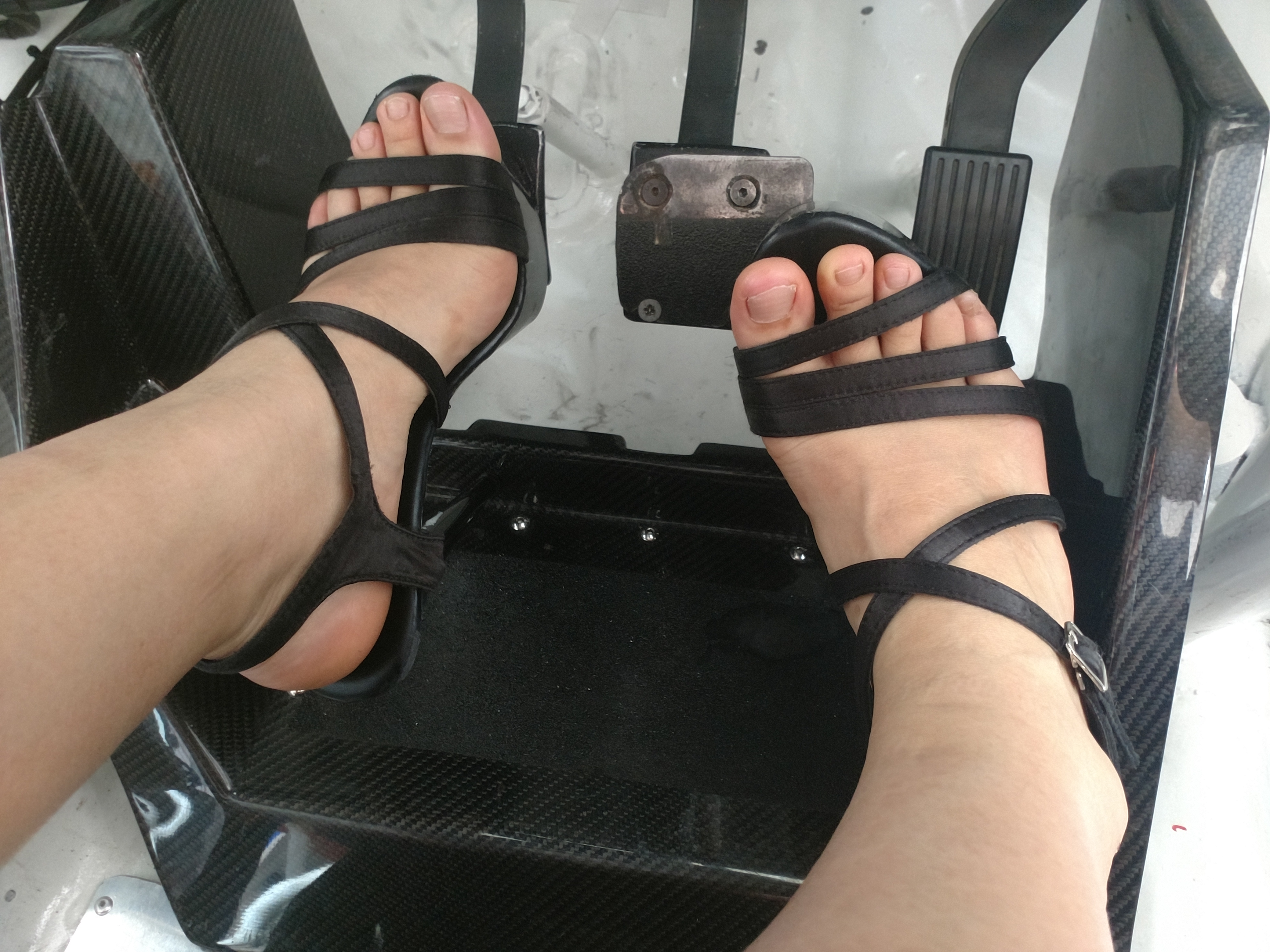
做跟趾動作

跟趾動作(英文：Heel and Toe)是手排汽車駕駛技術的一種。多用於煞車同時降檔的時機。
當右腳指尖(趾)踩煞車的同時，藉由右腳腳跟或外腳掌催油門來保持或提高引擎轉速至出力理想範圍內，使降檔後放離合器的動作順暢。
由於在相同車速下，不同檔位對應的引擎轉速不一樣，以五檔和四檔為例，假設同樣在100km/h車速時，一般的賽車四檔的轉速都會比五檔要高500rpm左右，那麼在換檔時，齒輪之間就會因為轉速之間有落差而造成降檔困難的現象，尤其在直齒變速箱中情況會更明顯。如果不使用跟趾動作，即使能夠順利降檔，也會出現車輪扯高引擎轉速的現象，輕則加速離合片磨損，嚴重的話更會損害引擎（轉速反拖超過紅線區）。
如果此時採用跟趾動作，右腳在煞車的同時進行稍微補油，讓引擎轉速在左腳踏下離合後能夠拉升上來，順利降檔後，在離合接合的同時當前檔位及車速下所對應的引擎轉速和補油後的引擎轉速仍能保持一致，盡可能不會讓車輪反拖引擎轉速，那就表示跟趾動作漂亮地完成了。
Heel&Toe一直都被全世界的汽車愛好者譽為神物，許多業餘車手都以能做跟趾動作而自豪。其實在賽車裡面，這個動作可以說是家常便飯，你不想做都難，因為一個小小的動作帶來的效果卻是巨大的。
或許很多人不明白為什麼要做這個動作，其實這個動作對提升圈速沒有很大的幫助，但是對於變速箱和離合器有很大保護作用，而且還可以防止在降檔過程中引擎煞車瞬間傳遞造成驅動輪鎖死引起的失控（FR車和雨天行駛效果尤其明顯）。
說到保護變速箱和離合器，賽車比賽中，汽車的變速箱和離合器都是在高強度下工作的，突然的力都有可能造成零件損壞。在降檔過程中，如果不使用跟趾，引擎轉速可能已經下來了（賽車的引擎飛輪比較輕、慣性小，所以很快轉速下降），飛輪(主動盤)轉速比較低，離合器的摩擦盤(從動盤)還是很高的轉速，這個時候如果很快松開離合器，就會有一個相對滑動的過程，加上賽車引擎的制動一般都比較大，這個力很容易造成不必要的磨損，磨損離合器是小事情，最嚴重的情況是瞬間的制動力傳遞到驅動輪上，就會造成輪胎表面的速度瞬間低於車速，與地面產生相對滑動導致抓地力下降，嚴重可致車輛失控。
但是，想要做好跟趾又是比較難的。這個動作難度就在於你需要同時完成多個操作，有時候沒有配合好反而會適得其反。很多車手在做這個動作時，會不自覺地減少了煞車力度，煞車力度不夠，入彎速度過快，導致失控。也有的在換檔的時候，沒有充分減速，就放了離合，或者是降檔過多，使得引擎的轉速被提到更高，有可能損壞引擎並且造成失控。